# Eutelia bouveti
Eutelia bouveti là một loài bướm đêm trong họ Noctuidae.